# Arma de repetição

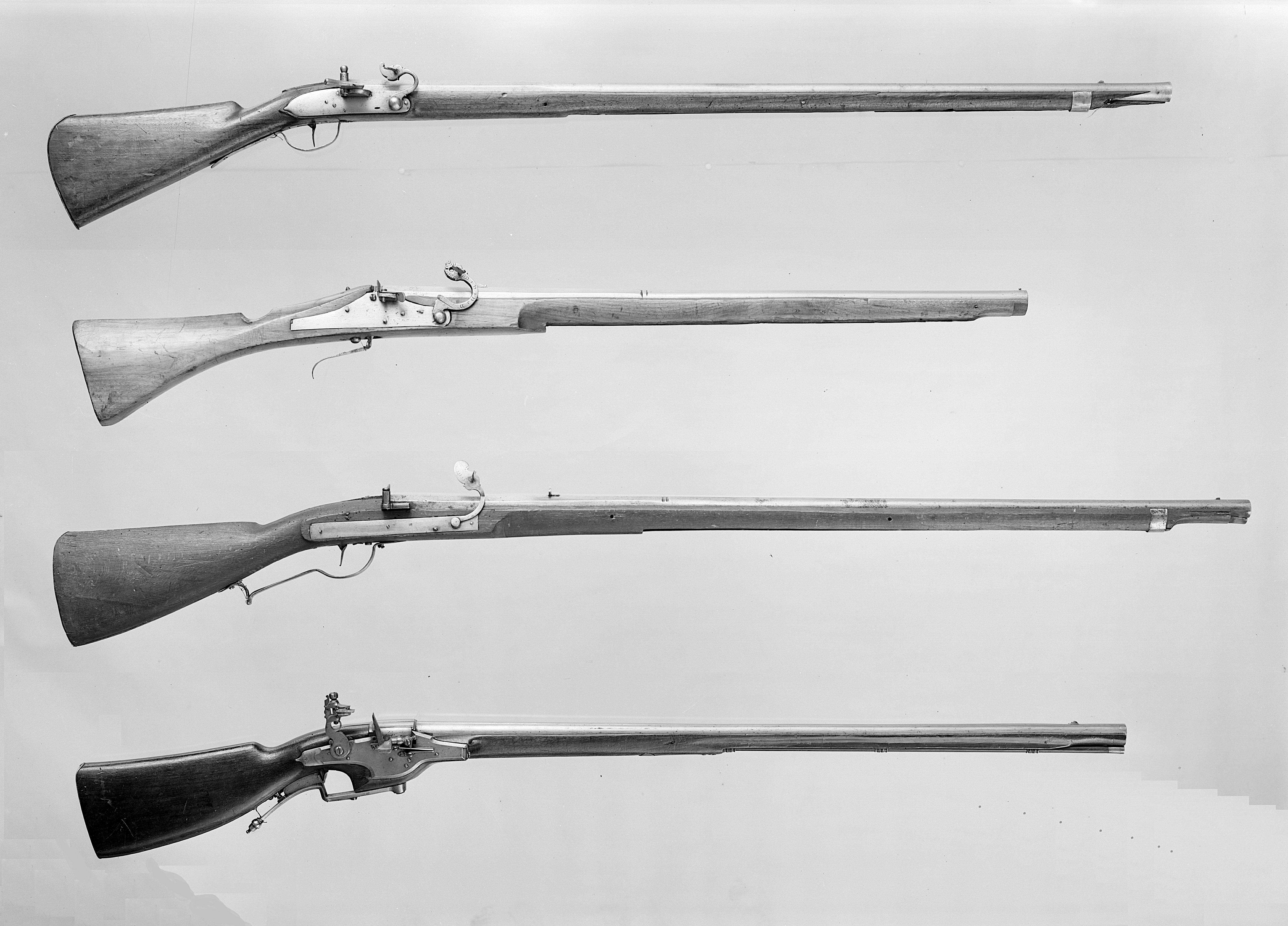
As primeiras armas de repetição práticas
foram as repetidoras Kalthoff.

Arma de repetição (ou repetidora, para abreviar), é qualquer arma de fogo, seja uma pistola ou uma arma longa (espingarda, rifle, metralhadora, etc.), que seja capaz de disparar repetidamente antes de precisar recarregar manualmente a nova munição na arma.

## Visão geral
As armas de repetição são carregadas pela culatra por natureza, e diferente das armas de fogo de tiro único anteriores (que podem armazenar e disparar apenas um tiro), uma arma de repetição pode armazenar vários cartuchos dentro de um carregador (interno ou destacável), um cilindro ou uma cinta, e usa uma ação de movimento (manual ou automática) para manipular cada um esses cartuchos entram e saem da posição da bateria (dentro da câmara e em alinhamento com o cano), permitindo que a arma seja descarregada várias vezes em uma sucessão relativamente rápida antes que uma recarga manual de munição seja necessária.
Normalmente, o termo "repetidoras" se refere às variantes de cano único mais comuns. Armas de múltiplos canos (como derringers modernos, "pistolas pepper-box", espingardas de cano duplo / espingardas combinadas e espingardas de salva) também podem alojar e disparar mais de um cartucho (um em cada cano) antes de precisar recarregar, mas não utiliza carregadores para munição armazenamento e também carecem de quaisquer ações móveis para facilitar a alimentação de munição e são tecnicamente apenas uma coleção empacotada de vários canos de tiro único disparados em sucessão e, portanto, não são verdadeiras armas de repetição, apesar da semelhança funcional. Pelo contrário, armas de fogo de cano rotativo (por exemplo, metralhadoras), embora também de cano múltiplo, usam cintos / carregadores com ações móveis para alimentar munição, o que permite que cada cano dispare repetidamente como qualquer repetidora de cano único qualificando-se como armas de repetição de um ponto de vista técnico.

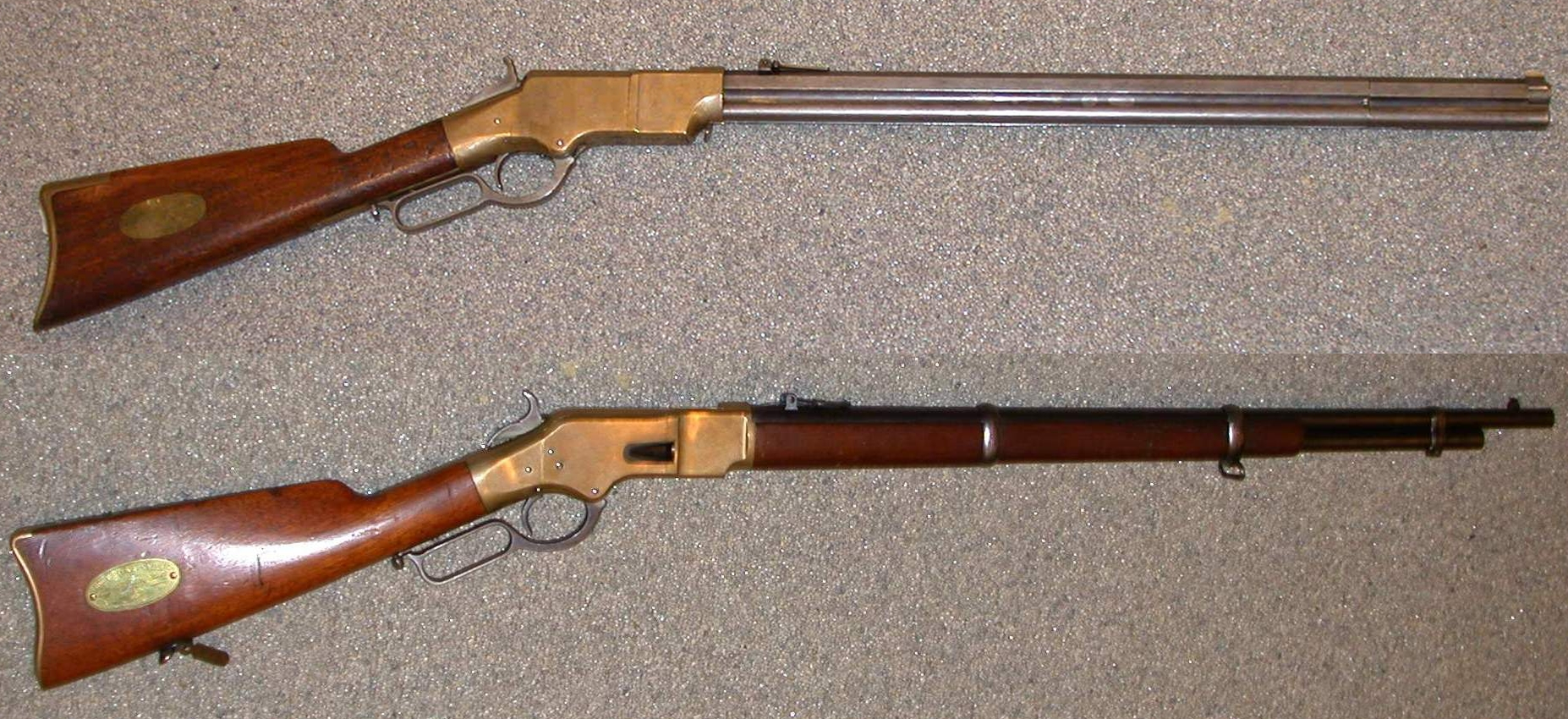
Duas repetidoras consagradas:
o "Rifle Henry" (acima) e
o rifle Winchester Model 1866 (abaixo)

Embora armas de repetição de pederneira (por exemplo, a repetidora Lorenzóni/Cookson e a repetidora Kalthoff) tenham sido inventadas desde 1600, as primeiras armas de repetição que receberam ampla aceitação foram os revólveres e os rifles de repetição por ação de alavanca da Winchester. Estes foram um avanço significativo em relação às armas de tiro único anteriores, pois permitiam uma cadência de tiro muito maior, bem como um intervalo mais longo entre as recargas para disparos mais sustentados. Os revólveres se tornaram armas muito populares desde sua introdução pela Colt's Patent Firearms Manufacturing Company no final da década de 1830, e rifles de repetição Spencer e Henry foram usados no início da década de 1860 durante a Guerra Civil Americana. Pistolas de repetição foram inventadas durante a década de 1880 e foram amplamente adotadas depois que as contribuições de design de inventores como John Browning e Georg Luger e Von Mauser foram introduzidas no início do século XX.
A primeira arma de repetição a ver o serviço militar foi, na verdade, o rifle de ar Gilardoni projetado pelo inventor italiano Bartolomeo Gilardoni por volta de 1779 e mais famoso associado à Expedição de Lewis e Clark ao oeste da América do Norte durante o início do século XIX. Foi uma das primeiras armas a fazer uso de um carregador tubular.